# Mezinárodní volejbalová federace
Mezinárodní volejbalová federace (FIVB, francouzsky Fédération Internationale de volleyball) je mezinárodní sportovní organizace sdružující 222 národních volejbalových svazů na celém světě, sídlící ve švýcarském Lausanne. V jejím čele v současnosti stojí Číňan Wei Jizhong. FIVB je řádným členem MOV, dále organizací SportAccord a ASOIF.

## Historie
FIVB byla založena v roce 1947 na kongresu v Paříži. Jedním z hlavních bodů kongresu bylo vytvoření Mistrovství světa, které se o dva roky v kategorii mužů i uskutečnilo. V roce 1964, když počet členských zemí stoupl na 89, přijal Mezinárodní olympijský výbor volejbal do své „rodiny“, a na olympiádě 1964 se již soutěžilo i pod vysokými sítěmi. V roce 1969 vznikla nová vrcholná akce, Světový pohár, což je jeden z kvalifikačních akcí FIVB na olympijské hry. V roce 1984 se přestěhovalo vedení FIVB z Paříže do Lausanne. V roce 1990 vznikla nová vrcholná akce – Světová liga mužů, a o tři roky později pak Grand prix žen. Dalším úspěchem FIVB bylo nasazení plážového volejbalu na olympiádě 1996.

## Kompetence FIVB
- Stanovit oficiální pravidla volejbalu, specifikace zařízení, vybavení a všechny vnitřní prováděcí předpisy, které se musí vztahovat na všechny mezinárodní a olympijské soutěže, pro které FIVB stanoví systém soutěže.
- Kontrolovat a upravovat pravidla jmenování mezinárodních rozhodčích.
- Upravovat podmínky přestupů hráčů mezi jednotlivými zeměmi.
- Kontrolovat a řídit všechny mezinárodní soutěže.

## Žebříček FIVB
FIVB sestavuje žebříček, který řadí jednotlivé národní reprezentace podle jejich dosažených výsledků. Sestavují se žebříčky mužů a žen podle výsledků na mistrovství světa či Evropy (včetně kvalifikací), světových pohárech, světové lize a Grand prix.

## Konfederace

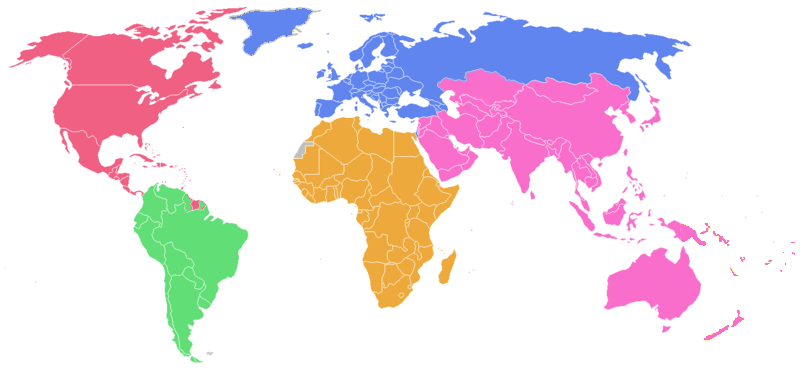
Mapa Konfederační FIVB

222 členských federací (v roce 2020) bylo rozčleněno do 5 kontinentálních Konfederací:
| Kontinent       | Název konfederace                                           | Zkratka (angličtina) | Vznik | Sídlo          | Počet členů |
| --------------- | ----------------------------------------------------------- | -------------------- | ----- | -------------- | ----------- |
| Afrika          | Africká volejbalová konfederace                             | CAVB                 | 1972  | Káhira         | 54          |
| Asie + Oceánie  | Asijská volejbalová konfederace                             | AVC                  | 1952  | Tokio          | 65          |
| Evropa          | Evropská volejbalová konfederace                            | CEV                  | 1963  | Lucemburk      | 56          |
| Jižní Amerika   | Jihoamerická volejbalová konfederace                        | CSV                  | 1946  | Rio de Janeiro | 12          |
| Severní Amerika | Volejbalový konfederace Severní, Střední Ameriky a Karibiku | NORCECA              | 1968  | Santo Domingo  | 35          |

## Akce

### Národní týmy
- Mistrovství světa
- Mistrovství světa juniorů (U21/U20)
- Mistrovství světa kadetů (U18/U17)
- Mistrovství světa v plážovém volejbalu
- Světový pohár
- Světová liga mužů
- Grand prix žen

### Kluby
- Klubové mistrovství světa